# Allanwatsonia flava
Allanwatsonia flava là một loài bướm đêm thuộc phân họ Arctiinae, họ Erebidae.